# DJK Offenburg
Die DJK Offenburg ist ein Sportverein aus Offenburg mit den Sparten Fußball, Tischtennis, Frauengymnastik, Badminton und Snooker. Er hat etwa 440 Mitglieder (2010).
Die Tischtennis-Herrenmannschaft spielte Anfang der 2000er Jahre in der Bundesliga.

## Chronik des Hauptvereins
Die Wurzeln des Vereins wurden um 1915 gelegt, als sich ein „Verein katholischer junger Männer“ bildete. 1920 wurde er zum DJK-Sportverband, wobei DJK für Deutsche Jugendkraft steht. Wie alle anderen DJK-Vereine wurde auch die DJK Offenburg Mitte der 1930er Jahre auf Anordnung der Nationalsozialisten aufgelöst. Nach dem Zweiten Weltkrieg wurde der Verein am 30. Mai 1954 wieder gegründet.

## Tischtennis
Zugleich mit der Wiedergründung des Vereins 1954 bildete sich eine Tischtennisabteilung, die in der Saison 1955/56 erstmals am offiziellen Spielbetrieb teilnahm. Dank intensiver Jugendarbeit konnten später mehrere Mannschaften im Damen- und Herrenbereich gemeldet werden.

### Herren
Die Herrenmannschaft erreichte 1967/77 die Zweite Tischtennis-Liga Süd, damals die dritthöchste deutsche Spielklasse. Als 1981 die vierteilige 2. Bundesliga geschaffen wurde, gehörte die DJK zu den teilnehmenden Teams. Als Anfang der 1990er Jahre mehrere Leistungsträger den Verein verließen, musste die Mannschaft am Ende der Saison 1992/93 als Tabellenletzter absteigen. Zwei Jahre später gelang die Rückkehr in die 2. Bundesliga Süd. Hier belegte das Team in den Folgejahren vorwiegend Plätze im unteren Tabellendrittel. 1999 wurde die Mannschaft mit Hilfe von sechs Neuzugängen komplett neu gebildet. Sie kam in der Besetzung Mu Hao (China), Istvan Moldovan (Norwegen), Denis Gavrilov (Russland), Constantin Cioti (Rumänien), Viktor Bykov (Weißrussland) und Konstantin Tschepkasov (Russland) unter dem Cheftrainer Pavel Levine auf den zweiten Platz. Da der Erstbundesligist TTF Bad Honnef seine Mannschaft zurückzog, konnte die Mannschaft von DJK Offenburg in die erste Liga aufsteigen.
In der ersten Bundesliga-Saison 2000/01 kam Offenburg auf einen unerwarteten siebten Platz und erreichte im ETTU Cup das Halbfinale, in dem man gegen den späteren Sieger Montpellier TT nach einem 3:1-Auswärtserfolg und einer 0:3-Heimniederlage ausschied. In der folgenden Spielzeit 2001/02 belegte man mit dem chinesischen Neuzugang Bai Fengtian und dem Tschechen Richard Výborný in der Liga den sechsten Rang. Eine Saison später stieg man als Tabellenzehnter aus der Bundesliga ab.
2003 fusionierte die DJK mit dem Bundesligaverein TTC Karlsruhe-Neureut zum neuen Verein TTC Karlsruhe-Neureut/DJK Offenburg. Dabei schlossen sich die Spitzenspieler der beiden Vereine dem neuen Verein an, die restlichen Spieler und Mannschaften spielten weiter bei ihren Ursprungsvereinen. Wegen finanzieller Probleme und Unstimmigkeiten zwischen den Ursprungsvereinen landete der neue Verein 2003/04 auf dem letzten Platz. Daraufhin verzichtete er auch auf einen Start in der 2. Bundesliga.

### Damen
Der Damenmannschaft gelang 2008 in der Besetzung Linglan He, Christine Koch, Jana Schneider und Zeljka Dragas der Aufstieg von der Regionalliga in die 2. Bundesliga, wo sie nach Platz neun in der Saison 2009/10 Platz sechs belegte.

### Jugend
1990 wurde der ehemalige chinesische Nationaltrainer Li Shusen verpflichtet. Dieser kümmerte sich auch um die Ausbildung der Jugendlichen. So erreichte die Jungenmannschaft 1991/92 das Endspiel der deutschen Meisterschaften. Für die vorbildliche Jugendarbeit wurde der Verein 1993 mit dem Grünen Band der Dresdner Bank ausgezeichnet.

### Saison 2010/11
Aktuell sind aktiv
- Fünf Herrenmannschaften – Erste Mannschaft Oberliga
- Zwei Damenmannschaften – Erste Mannschaft 2. Bundesliga
- Zwei Jugendmannschaften

## Fußball
Die Fußballer der DJK Offenburg sind in den Spielklassen des Bezirks Offenburg beheimatet. Ihre erfolgreichste Zeit hatten sie zwischen 1981 und 1986, als sie in der Kreisliga A Offenburg Staffel Nord spielten. Zuvor gab es schon einige kürzere Gastspiele in deren Vorgänger B-Klasse Offenburg Staffel Nord. Seit 1986 spielen sie ununterbrochen in der niedersten Spielklasse.